# Una Healy
Una Theresa Imogene Healy, anche nota con il cognome Foden dopo il matrimonio (Thurles, 10 ottobre 1981), è una cantante irlandese.

## Biografia
Originaria di Thurles, ha intrapreso l'attività di cantante e chitarrista a 23 anni, dopo aver studiato infermieristica. Nel 2006 ha preso parte all'Eurovision Song Contest come corista di Brian Kennedy, che partecipava in rappresentanza dell'Irlanda con il brano Every Song Is a Cry for Love.
Nell'estate 2007 diventa una componente del girl group The Saturdays, formato dalla Fascination Records. Il gruppo, di cui fanno parte anche Frankie Bridge, Rochelle Humes, Mollie King e Vanessa White, ha esordito nel luglio 2008 con il singolo If This Is Love. 
Nel marzo 2015 le The Saturdays annunciano un momentaneo scioglimento.
Dal gennaio 2015 è giudice del talent-show televisivo The Voice of Ireland assieme a Kian Egan, Rachel Stevens e Bressie.
Nei primi mesi del 2016 l'artista comunica l'avvio della sua carriera da solista. Nell'agosto dello stesso anno ha firmato un contratto con Decca Records.
Nel febbraio 2017 è uscito il suo primo album in studio da solista The Waiting Game. Il disco è lontano dallo stile musicale che la cantante aveva con il gruppo The Saturdays: dal dance pop, come artista solista Una si dedica al folk e al country pop.

## Vita privata
Nel giugno 2012 si è sposata con il rugbista britannico Ben Foden, con cui ha due figli, nati rispettivamente nel marzo 2012 e nel febbraio 2015. Nel luglio 2018 la coppia annuncia la separazione.

## Discografia

### Album in studio
- 2017 – The Waiting Game

### Singoli
- 2017 – Stay My Love (con Sam Palladio)
- 2018 – Never See Me Cry